# Cartiu, Gorj
Cartiu este un sat în comuna Turcinești din județul Gorj, Oltenia, România.

## Monumente istorice
- Cula Cartianu
- Biserica Sfinții Apostoli din Cartiu

## Imagini

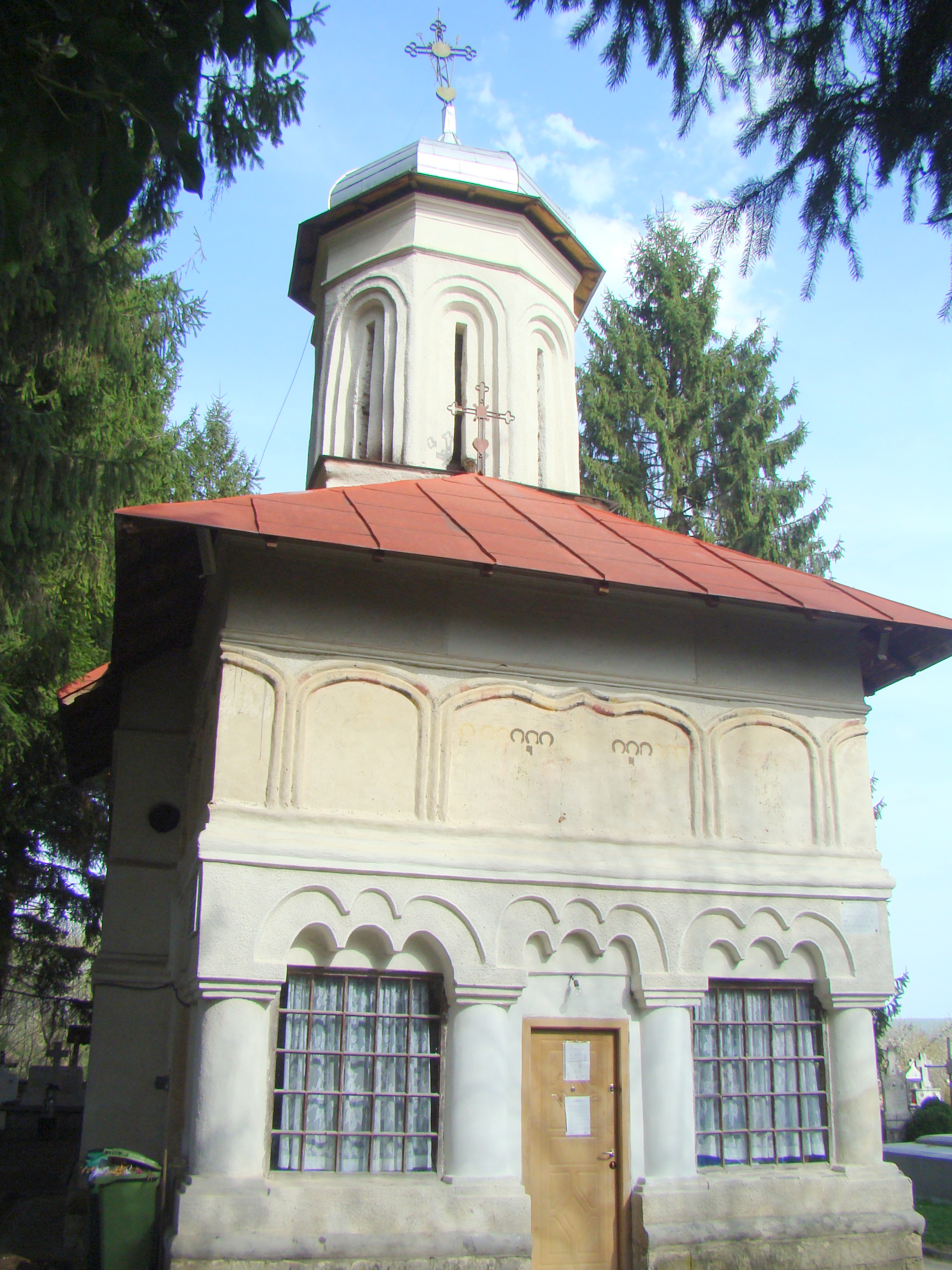
Biserica „Sfinţii Apostoli” (monument istoric)
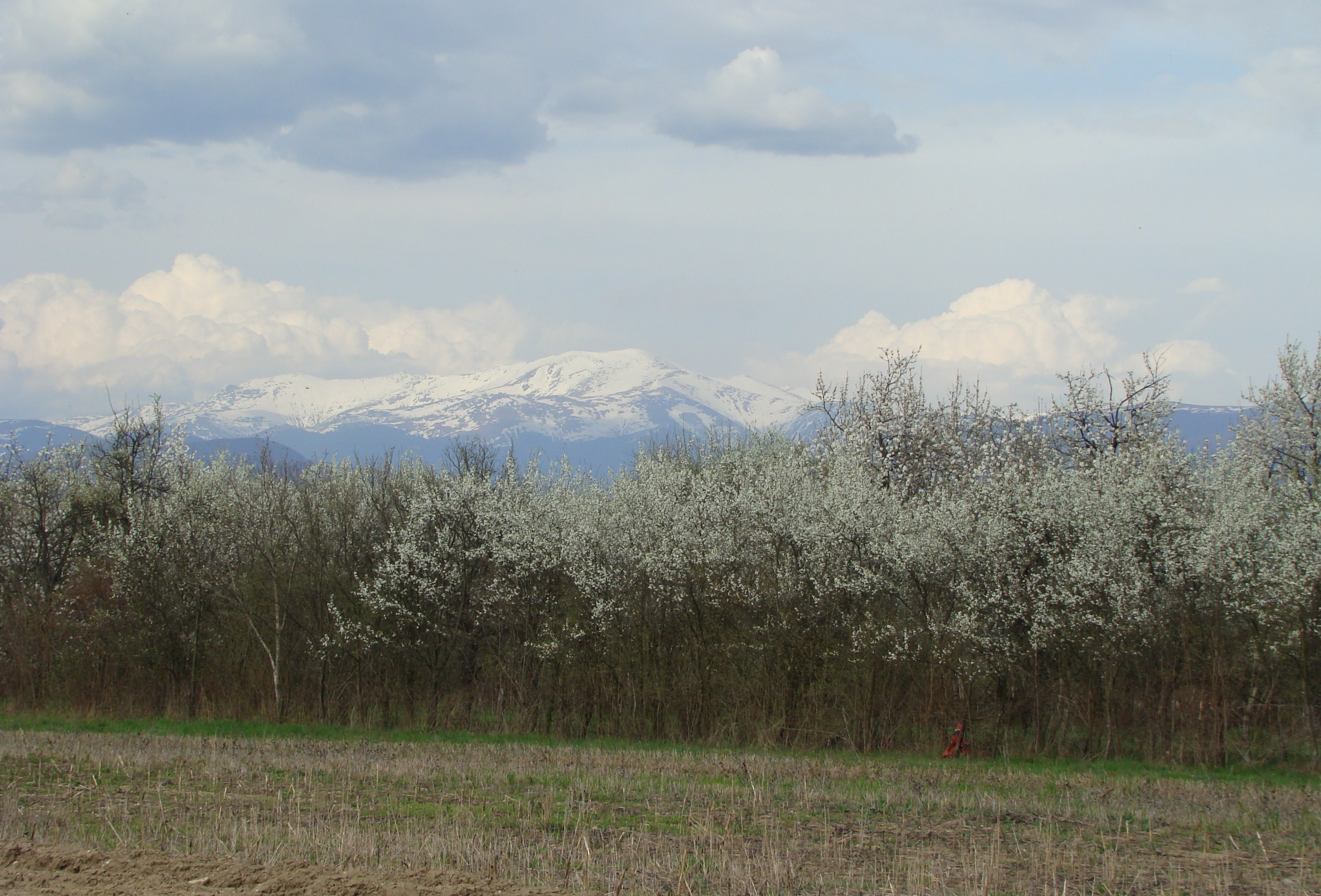
Vârful Parângu Mare (2519 m) văzut din satul Cartiu

 Acest articol despre o localitate din județul Gorj este deocamdată un ciot. Puteți ajuta Wikipedia prin completarea lui.